# Wylotek
Wylotek (Cheilopogon heterurus) – gatunek ryby z rzędu belonokształtnych z rodziny ptaszorowatych (Exocoetidae).

## Zasięg występowania
Subtropikalne i umiarkowanie ciepłe rejony północnego Atlantyku, we wschodniej części Zatoki Biskajskiej i kanału La Manche, Morze Śródziemne.
Żyje w niewielkich stadach tuż pod powierzchnią wody. W razie niebezpieczeństwa za pomocą silnych uderzeń płetwy ogonowej rozpędza się i wyskakuje z wody lecąc lotem ślizgowym na rozpostartych płetw piersiowych (w czasie 10-sekundowego lotu pokonuje odległość do 200 m).

## Cechy morfologiczne
Osiąga 30–45 cm długości. Ciało wydłużone z szerokimi, wysoko osadzonymi płetwami piersiowymi. Pysk tępy, zęby tylko w szczękach. Ciało pokryte łuskami, wzdłuż ciała 47–49 łusek. Płetwa grzbietowa osadzona na końcu ciała, usztywniona 12–14 miękkimi promieniami. Płetwa odbytowa z 8–10 miękkimi promieniami. Dolny płat płetwy ogonowej wyraźnie wydłużony.
Ubarwienie niebieskoszare, płetwy piersiowe niebieskoszare z wąską, prześwitującą obwódkę.

## Odżywianie
Żywi się zooplanktonem.

## Rozród
Tarło odbywa się wiosną.